# Vavá
Edvaldo Izidio Neto, mer känd som Vavá, född 12 november 1934 i Recife, Brasilien och död 19 januari 2002 i Rio de Janeiro, Brasilien var en brasiliansk fotbollsspelare (anfallare), mest känd som center i det landslag som 1958 vann VM i Sverige.

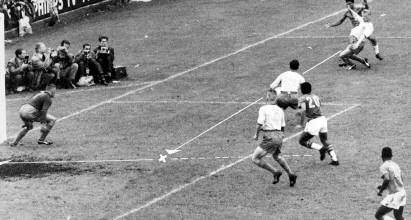
Vavá (nr 20) på väg att göra mål i VM-finalen 1958 mot Sverige på pass från Garrincha

Vavá blev världsmästare 1958 och 1962 och är tillsammans med landsmannen Pelé, tysken Paul Breitner samt fransmännen Zinedine Zidane och Kylian Mbappé hittills (2022) de enda som gjort mål i två olika VM-finaler. (Vava och Mbappé är de enda som gjort mål i två raka finaler). Han vann tillsammans med 5 andra spelare skytteligan i VM 1962 på 4 gjorda mål. Genom lottning utsågs Vavás landsman Garrincha till den som officiellt erhöll titeln.